# 陳銘俊
陳銘俊（英語：或，日语：／，1964年3月—），中華民國外交官，現任臺北駐大阪經濟文化辦事處福岡分處處長。

## 工作經歷
陳銘俊出生於臺灣花蓮縣，畢業於中國文化大學韓語系後於1991年進入外交部工作。1993年至1995年間任臺北駐大阪經濟文化辦事處祕書，2004年任臺北駐日經濟文化代表處代表助理，2008年任參贊。此後，他還擔任過外交部北美司參贊、專門委員和翻譯組組長等職務，2012年起任駐波士頓臺北經濟文化辦事處副處長，2018年至2021年間任總統府機要室主任。
2021年，陳銘俊接替陳忠正出任臺北駐大阪經濟文化辦事處福岡分處處長，於10月1日抵任。

## 個人生活
陳銘俊愛好語言學研究，能說流利的國語、臺語、客家話、粵語、英語、日語和韓語，並對臺語、華語、客家話、阿美語、粵語、英語、日語、韓語、西班牙語、法語、印尼語、泰語、越南語、希伯來語等進行比較研究。